# Medeltidsarkeologi

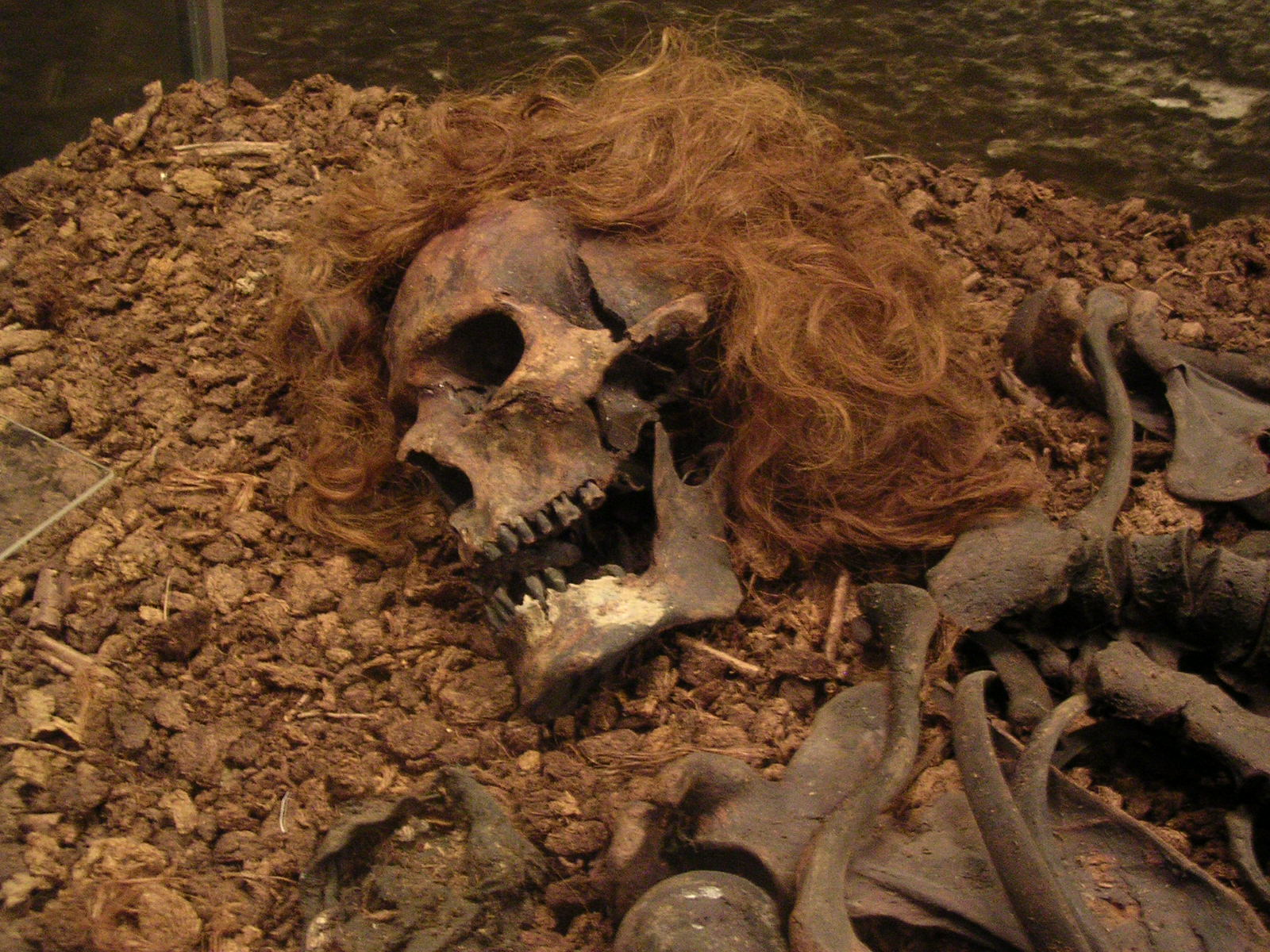
Bockstensmannen - ett av Europas främsta fynd inom medeltidsarkeologin.

Benämningen medeltidsarkeologi är grundad i Danmark och Tyskland, under mitten av 1800-talet. Ämnet heter i dag historisk arkeologi. I Sverige omfattar medeltidsarkeologin främst tiden från vikingatiden till medeltiden. På senare tid har det även omfattat t.ex. slagfältsarkeologi, stadsarkeologi, agrar bebyggelse och torparkeologi vilket har motiverat namnbytet till historisk arkeologi. 

## Forskningshistoria
Intresset för att undersöka medeltida lämningar var först inriktat på kyrkobyggnader och kloster, samt städer och borgar. Inom dessa områden spelade konsthistoria och arkitektur stor roll. I Lund var professorn i arkeologi Otto Rydbeck aktiv inom kyrkoforskningen främst genom studier av Lunds domkyrka. Han studerade också kyrkokonst och medeltidsborgen i Skanör. Han skrev Glimmingehus. en Vägledning i serien Svenska fornminnesplatser som kommit i fler än tio upplagor. I Lund verkade också CG Brunius vars Skånes konsthistoria för medeltiden som gavs ut Lund 1850, var ett grundläggande verk inom ämnet. August Hahr var konsthistoriker vars främsta insatser gjordes inom forskningsområdet den nordiska renässansarkitekturen. Han framlade 1907–1910 Studier i Johan III:s renässans, 1–2, 1908 Die Architektenfamilie Pahr, 1913–17 Studier i Nordisk renässanskonst, 1—3, 1920 Studier i vasatidens konst samt 1914—22 det med uppmätningsritningar och dokumenterande avbildningar försedda verket Skånska borgar. Han publicerade också Arkitekturens historia 1902 som senare kom i nyupplaga 1926–28 under titeln Arkitekturen genom tiderna, fem små volymer i Natur och Kulturs serie. Han borgstudie från 1930 Nordiska borgar från medeltiden och renässans är viktig inom studiet av borgar. Ämnet har alltså grundats av konsthistoriker och arkitekter med intresse för byggnader och deras utsmyckning och historia.
Domkyrkoarkitekterna i Lund var av betydelse. Det började med Brunius men 1902 fick Theodor Wåhlin tjänsten som domkyrkoarkitekt i Lund och uppehöll den i fyrtio år. Jämte Carl Georg Brunius får Wåhlin betraktas som den som mest påverkat vår bild av medeltidens skånska kyrkoarkitektur. Hans arbete resulterade i en mycket omfattande dokumentation, inte minst i form av fotografier. Han skrev ofta beskrivande kyrkohistoria över olika kyrkor i samband med renoveringar. I Lund finns också Kulturen som intresserade sig för stadsarkeologi, ett exempel är Ragnar Blomqvist vars huvudverk i två delar om Lunds historia är ett exempel på stadsarkeologisk forskning. Utanför Lund var också riksantikvarien Hans Hildebrand viktig pionjär inom medeltidsforskningen. Hans främsta verk inom ämnet blev Bidrag till Svenska medeltidens Konsthistoria 1869–1870, Sveriges kyrkliga fornlämningar 1874, och utgivandet av Svenska medeltidens stadsböcker.

## Universitetsämnet medeltidsarkeologi och Erik Cinthio
Institutionaliseringen av ämnet omfattade inrättande av tjänster vid Lunds universitet. Medeltidsarkeologins första tjänsteinnehavare var Erik Cinthio som var docentur i konsthistoria med medeltidsarkeologi redan 1957. Han fick en personlig lärostol 1965, som omvandlades till professur 1969. Beslut om en ordinarie professur inte knuten till Erik Cinthio fattades först 1985. Utöver främste ämnesföreträdaren kom andra tjänster som en forskarassistenttjänst på 1970-talets första hälft. 1978 inrättades en docentur. Medeltidsarkeologin fick sin första formella läroplan 1962 vid Lunds universitet. Erik Cinthio var professor i detta ämne vid Lunds universitet 1980–1986. Han var den första professorn i Sverige som föreläste om ämnet medeltidsarkeologi. Cinthio bidrog personligen till att medeltidsarkeologin blev en självständig akademisk disciplin. Hans forskningar riktade främst in sig på kyrko- och stadsarkeologiska problem. De fyra stånden har varit viktiga i ämnets självförståelse. Medeltidsarkeologin kan förenklat översättas med studiet av kyrkan, borgen, landsbygden och staden. Medeltidshistorians läroplanen från 1962 hade rubrikerna: ”Lantkultur”, ”Stadskultur”, ”Borgkultur” och ”Byggnadsarkeologi och kyrklig byggnadskultur.

## Forskning
Forskningen om medeltidsarkeologi handlade som ovan relaterats om de fyra stånden: Studier som rör städerna, landsbygden, kyrkorna och borgarna. Det arkeologiska materialet består ofta av grundmurar, brunnar, och tjocka kulturlager i städer som tolkas med samma metoder som i den förhistoriska arkeologin. Stratigrafin är hjälpmedel för kronologin liksom typologin och konsthistoria är grundläggande i studier av fyndmaterialet. Med hjälp av bilder och historiska texter, samt andra material, kan forskarna försöka tolka hur ett samhälle var uppbyggt och hur det fungerade genom kontakter i samhället. Materiella saker så som gator, torg, byggnader, krukor, avfall och övriga redskap, bidrar till forskarnas undersökningar och deras tolkningar av den materiella kulturen ger stöd i tolkningar av det oftast mycket bristfälliga skriftliga materialet från medeltiden. 

## Stadsarkeologin
Inom stadsarkeologin har projektet Medeltidsstaden varit av stor vikt på senare tid. Projektet Den tidiga urbaniseringens konsekvenser för nutida planering (förkortat Medeltidsstaden) var omfattande. Genomgång av arkeologiskt material från samtliga medeltida städer i nutida  Sverige. Cirka 70 rapporter skrevs med arkeologisk bedömning av framtida verksamheten i dessa städer, ett slags arkeologiska forskningsprogram för stadsarkeologin.
Låg utschaktningsgrad av andra orsaker än arkeologiska undersökningar är idealet. Sigtuna, Söderköping, Gamla Lödöse, Lund och Visby har  ett bevarat källmaterial inom sina områden. Dessa städer är mycket viktiga, inte minst för att helhetsbilder av deras historia kan skapas av enbart det arkeologiska materialet. Anders Andréns doktorsavhandling Den urbana scenen. Städer och samhälle i det medeltida Danmark från 1985 är ett försök till sammanfattning om danska städer.

### Ruiner och gator ger en bild av stadsplanen
Inom projektet medeltidsstaden försökte man på en översiktlig plankarta pricka in kvarstående medeltida byggnader, men också uppgifter om undersökningar och utschaktade områden, läget för kyrkor, kloster, stadsmurar, vattendrag, brunnar, torg och gator, bevarade medeltida källare och så vidare. Kulturgeografiska stadshistoriska arbeten utgick ofta från stadsplanen som den kunde studeras via kartor och andra skriftliga dokument. Att sätta in det arkeologiska materialet i samma typ av analys berikar källmaterialet och gör det möjligt att ge en bättre bild med större precision  i beskrivningar av en stads historia. 

### Gravmaterialet
I Lund finns ett mycket stort osteologiskt material från alla de medeltida kyrkogårdar som har grävts inom staden. Detta material har börjat bearbetas. Maria Cinthios De första stadsborna skildrar Lund från 900-talet. Sven Tveskäggs byggande av Skånes första kyrka. Hur staden blev nordens kyrkliga centrum, myntort och kontakterna med kontinenten.  Fyratusen undersökta gravar ger perspektiv på århundradens gravseder, och är underlaget för boken. Ur gravarna träder individer fram ur och levandegörs. Tidsperspektivet 500 år förändrar livet i den medeltida staden och stadsborna identiteter förändras. Materialet kan vara av stor vikt för beskrivningen av hälsotillståndet i befolkningen, populationsstorlekar och medellivslängd och så vidare.

### Det osteologiska djurmaterialet
Detta material kan ge information om vad man åt i städerna och varifrån man fick sina livsmedel. Det ger upplysningar om djurhållningen inom staden och kan vara av vikt för lokalisering av slakterier, garverier och benhantverkare i staden. Materialet kan ge indikationer för hur djurhållningen i stadens omland utvecklades och därmed ge underlag till studiet av jordbrukets boskapsskötsel i omlandet.

### Keramik, kammar och skor
Inom projekt medeltidsstaden publicerades studien Keramik, kammar och skor från 7 medeltida städer (rapport 30) av Birgitta Broberg och Margareta Hasselmo. 

## Landsbygden
Emma Bentz avhandling I stadens skugga. Den medeltida landsbygden som arkeologiskt forskningsfält från 2008 behandlar landsbygdsfrågor.
I kapitel 9 i avhandlingen summerar hon medeltidsstudier över det medeltida landskapet. 1935 till 2005. En betydelsefull aspekt är att dessa studier har varit inriktade på den vanliga befolkningen i motsats till de privilegierade klasserna som fanns i adelns borgar, kyrkor och kloster samt de rikare borgarna i städerna. Att man började studera området sent var för att man i forskarvärlden tvekade inför materialet och dess potential att bidra till forskningen, ett överklassperspektiv. Ämnesområdet har också studerats inom många discipliner för att ta några exempel kulturgeografins agrarhistoriska studier, etnologins studier av det äldre jordbruket och naturligtvis historiskforskning om lantbruk och bebyggelseutveckling i regional och lokalt perspektiv. Benz avhandling ger en översikt över forskningen upp till 2005 och är ett viktigt bidrag till arkeologins historia.
Eva Svenssons Människor i utmark är ett arbete som behandlar hur utmarken utnyttjades från mellersta järnåldern till tidigmodern tid i de två Värmlandssocknarna Dalby och Gunnarskog. Hon har i arbetet utgått från tre fornlämningskategorier i revideringsinventeringen i Värmland. Fångstgropar, lågteknologiska järnhanteringsplatser och sätrar (fäbodar). Avdelningen visar hur nya kategorier i fornlämningsinventeringen kan användas som källmaterial för att öka förståelsen av ett områdes utveckling, ekonomiska bärkraft och bebyggelse. Arbetet ger en god illustration till varför ämnet tvingades byta namn till historisk arkeologi och också varför fornlämningsinventeringen har tvingats börja dokumentera andra kategorier än förhistoriska, till exempel tjärdalar, kolarkojor, historiska husgrunder från fäbodar, bytomter, torp, smedjor och kvarnar med mera.

### Omlandsstudier
Stadens omland behandlades också i Medeltidsstaden. Åke Hyenstrands artikel Mälarstädernas omland   Projektet ordnade seminarier om frågan. Sven Rosborns behandlade Malmös omland (rapport 67) med en inventering av material om byarna runt Malmö medeltida stad. Sten Tesch har behandlat Ystad och dess omland (rapport 45). Andra synvinklar, metoder och frågor ställde Anders Andrén i sin andra rapport om Lund: Lund - tomtindelning, ägostruktur, sockenbildning (rapport 56 i Medeltidsstaden).

## Borgforskningen
Anders Ödman doktorerade med arbetet Stockholms tre borgar. Från vikingatida spärrfäste till medeltida kastellborg. Han hade börjat med att studera borgen i Lyckå och ledde sedan utgrävningen i den så kallade "riksgropen". På det ämnet skrev han sin doktorsavhandling. Han har fortsatt att intressera sig för borgar. Skeingeborg, borgen som Saxo glömde publicerades i projektet Norra Skånes Medeltid 2005. Översiktsverket Borgar i Skåne berättar de skånska borgarnas historia. Anna-Lena Erikssons doktorsavhandling Maktens boningar. Norska riksborgar under medeltiden från 1995 behandlar borgar i Norge.

## Berömda fynd

### Trelleborgen i Trelleborg
Hans Andersson skriver om Trelleborg: Namnet Trelleborg (rapport 38, Bengt Jacobsson) har föranlett diskussioner om stadens ursprung, där namnet har parallelliserats med det själländska Trelleborg från vikingatid. Men urbaniseringsprocessen låter sig först fångas under 1200- talets mitt. 1257 omnämns invånarna som cives (borgare). 1260 överlämnas Trelleborg tillsammans med Malmö till prinsessan Sofia vid hennes bröllop med svenske kungen Valdemar Birgersson och 1267 grundas franciskanerklostret. Jacobsson har med utgångspunkt från dessa data och det faktum att Trelleborg saknas i Kung Valdemars jordebok från ca 1230 hypotetiskt antagit att Trelleborg tillkommer som stad under tiden 1230-1257. Att man hittade en trelleborg i staden med samma namn var lite av en bekräftelse på ortnamnsforskningens betydelse.  Ortnamnet lämnade kunskap om en förhistorisk bosättning och borg som sträckte sig mycket längre bak i tiden än vad Trelleborgs medeltida historia gjorde. Men det ställer frågan, finns något samband mellan den gamla trelleborgen och att det etableras en stad på platsen?

### Bockstensmannen
Bockstensmannen är ett av Europas viktigare bevarade medeltida fynd främst för de bevarade kläderna, Fyndet har fått namnet efter att den hittades i Bockstens Mosse år 1936. Det är kvarlevor från en man som dog ca år 1366-1380. Han är det enda kända i en mosse bevarade människa, som har pålats fast i mossen, vilket troligen gjordes för att han inte skulle bli en gengångare.

### Dräktfynd
Norden har flera dräktfynd av medeltida dräkter, som förutom Bockstensmannens dräkt föreligger från dagens Sverige. Söderköpingskjorteln hittades i grävningar 1984 och har inte blivit C14 daterad men är stilistiskt osäkert daterad till 1200-talet. Kjorteln består av två fram- och två bakstycken, två kilar fram och bak och en kil i vardera sidan. Vänstra ärmen är bevarad men fragmentariskt. Kjorteln är tillverkad i yllekypert. En kjortel av två halvor i olika färg kallas i nordiskt material för halvskiftan.
Leksandsmanteln är troligen högtidsplagg. Manteln bara delvis bevarad, är vävd i gul diamantkypert och daterad till 1100-1200-talet. Fyndplats var en kvinnograv i Leksands kyrka. Manteln var halvcirkelformad och dess radie  ungefär 150 cm. Den raka kanten pryddes ned brickvävt band i grönt, gult och rött, bandet bildade två bårder framtill i mantelns öppning. Manteln bands samman med ett snöre.
Heliga Birgittas så kallade mantel” förvarades i ett italienskt kloster. Manteln är ett omsytt så kallat livplagg. Plagget är ett överplagg som bars över en kjortel vilket visas av bevarad fickslits, en öppning i plagget så att man kunde nå bältet där man förvarade flera saker t.ex. pungen med pengar. Materialet i klädesplagget är importerat kläde (till Italien?).
Margaretas gyllene kjortel har  C14-daterats till perioden 1403-1439. Den behöver inte vara drottning Margaretas plagg. Kjorteln tillverkades i rött siden och guld i Italien. Skärningen åstadkoms med skräddade delar. Tillskärningskonsten visar att det var ett lyxplagg där tygspillet var underordnat kjortelns passform.